# TortoiseSVN
TortoiseSVN é um cliente do Subversion (SVN) para Microsoft Windows. Com código aberto, está licenciado sob GNU General Public License, ele ajuda a gerenciar diferentes versões de código-fonte de seus projetos.
Entre suas funcionalidades estão integração com o Windows Shell, independência de ambiente de desenvolvimento integrado, 34 línguas disponíveis e suporte a diferenciação e fusão de arquivos de aplicativos de escritório como Microsoft Word.
Ele venceu o Community Choice Award de 2007 para SourceForge.net melhor ferramenta ou utilitário para desenvolvedores. O utilitário TortoiseMerge vem com a distribuição TortoiseSVN para comparar visualmente as diferenças entre dois arquivos. Trata-se disponível no site da Tigris.org.
TortoiseSVN pode ser integrado ao Microsoft Visual Studio usando um plug-in de terceiros, tais como VisualSVN, VsTortoise e AnkhSVN. Um aplicativo de monitoramento de repositório de terceiros usando TortoiseSVN foi nomeado SVN-Monitor, em seguida, evoluiu para Vercue em 2011.